# Route nationale 25 (Madagaskar)
Route nationale 25 (RN 25) is een nationale weg in Madagaskar van 161 kilometer. De weg begint bij Ambohimahasoa en eindigt nabij Mananjary. De weg doorkruist de regio's Vatovavy-Fitovinany en Haute Matsiatra.
De weg verkeert grotendeels in een slechte conditie, het merendeel van de route is onverhard.